# Saved by the Pony Express
Saved by the Pony Express er en amerikansk stumfilm fra 1911 af Frank Boggs.

## Medvirkende
- Tom Mix
- Thomas Carrigan som Jack